# مديم الأرجون
مديم الأرجون (الاسم العلمي:Medemia argun) هو نوع نباتي يتبع جنس المديم من فصيلة الفوفلية.
تم العثور على ثمار مديم الأرجون مجففة في مقابر مصرية قديمة.

## الموئل والإنتشار
يتواجد نخيل مديم الأرجون فقط في الواحات داخل الصحراء النوبية في مصر والسودان.